# جيب أبهري
الجيب الأبهري هو واحد من المناطق الواسعة تشريحيًا للأبهر الصاعد، ويقع الجيب أعلى الصمام الأبهري مباشرةً.
بشكلٍ عام هنالك ثلاثة جيوب أبهرية وتتموضع كجيب أمامي أيسر، وجيب أمامي أيمن، وجيب خلفي.
- يقوم الجيب الأمامي الأيسر بالمساهمة في تكوين الشريان التاجي الأيسر.
- يقوم الجيب الأمامي الأيمن بالمساهمة في تكوين الشريان التاجي الأيمن.
- عادةً ليس هناك أي وعاء دموي يتكوّن من الجيب الخلفي، ولذلك يسمى هذا الجيب جيب لا تاجي.

## مرادفات للاسم
يطلق على الجيوب الأبهرية تسميات متعددة منها:
- جيب فالسالفا
- جيب مورجاجني
- جيب مهتا
- جيب أوتّو
- جيب بيتيت

## وصلات خارجية
- Aortic+sinus في قاموس إي ميديسين

- صور تشريحية:20:29-0108 في مركز داونستيت الطبي التابع لجامعة نيويورك - "القلب: الصمام الأبهري، والجيوب الأبهرية"